# Kinh Kha
Kinh Kha (tiếng Trung Quốc: 荊軻; bính âm: Jīng Kē; Wade-Giles: Ching K'o) là môn khách của Thái tử Đan nước Yên và là người rất nổi tiếng vì đã ám sát bất thành Tần Thủy Hoàng (cai trị từ 221 TCN đến 210 TCN). Câu chuyện về Kinh Kha được chép lại ở thiên Thích khách liệt truyện (刺客列傳) trong cuốn Sử ký của Tư Mã Thiên.

## Thân thế
Kinh Kha là người nước Vệ, ông đã rời quê hương vì không được Vệ Nguyên quân trọng dụng. Tổ tiên Kinh Kha vốn thuộc thế tộc Khánh thị (慶氏) của họ Khương, là hậu nhân của Công tử Vô Khuy nước Khương Tề, sau chuyển đến đất Vệ mới đổi sang họ Kinh (荆). Sang Vệ, Kinh Kha được người nước Vệ gọi là Khánh khanh (慶軻) (chữ "khanh" vốn dùng để tỏ ý tôn trọng). Sau khi đi thăm thú các nước, ông tới nước Yên và kết bạn với Cao Tiệm Ly là 1 người chơi đàn hay. Họ cùng nhau uống rượu và ca hát suốt ngày.

## Ám sát Tần Thủy Hoàng

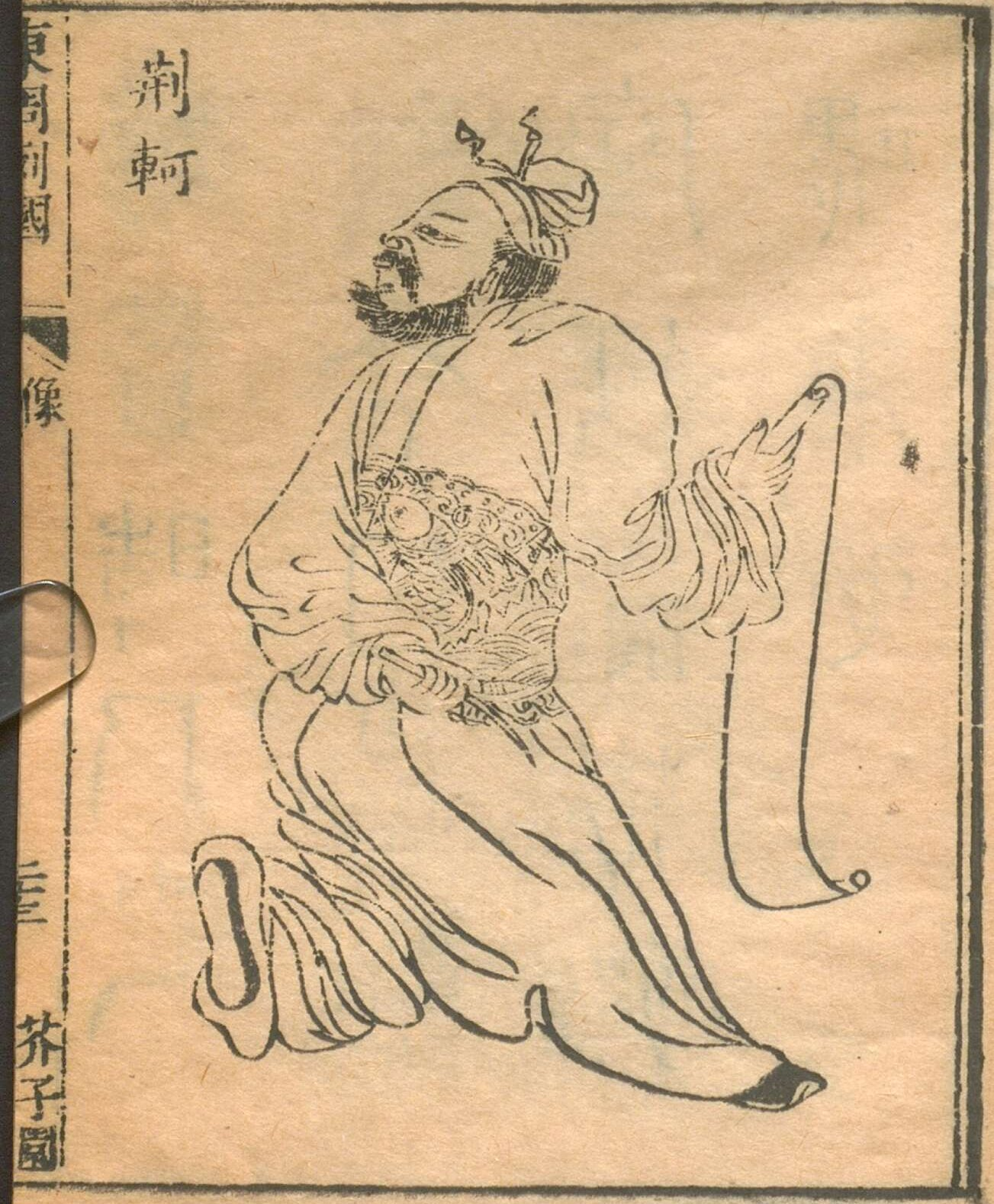
Kinh Kha

Kinh Kha được du hiệp Điền Quang tiến dẫn cho thái tử Đan nước Yên.
Thái tử Đan từng là bạn của Doanh Chính (Tần Thủy Hoàng sau này) khi cả hai còn đang là con tin ở nước Triệu. Khi thái tử Đan đã trốn khỏi Triệu về Yên, quân đội Tần tiến sát tới biên giới Yên. Quân Yên quá yếu để chống cự lại. Vì vậy, thay vì chiến đấu, thái tử Đan cùng Điền Quang âm mưu ám sát hoàng đế Tần là Tần Thủy Hoàng. Điền Quang cũng là bạn của Kinh Kha nên khuyên thái tử Đan cử Kinh Kha thực hiện nhiệm vụ đó.
Một vị tướng Tần, Phàn Ư Kỳ, người từng bị thất sủng với vua Tần, cũng là một môn khách của thái tử Đan vào thời điểm đó. Tần Thủy Hoàng rất giận Phàn Ư Kỳ và muốn lấy đầu ông. Biết được điều đó, Phàn Ư Kỳ quyết định tự sát để tạo cơ hội ám sát vua Tần. Với cái đầu Phàn Ư Kỳ và bản đồ nước Yên, Kinh Kha đã có cơ hội để tiếp cận Tần Thủy Hoàng.
Khi lên đường, tại bờ sông Dịch (biên giới nước Triệu), Kinh Kha đã ứng tác hai câu thơ với các bạn đi tiễn:
Phong tiêu tiêu hề, Dịch thủy hàn
Tráng sĩ nhất khứ hề, bất phục phản
Dịch nghĩa:
Gió hiu hắt chừ, Dịch thủy lạnh ghê
Tráng sĩ ra đi chừ, không bao giờ về
Còn một bản dịch khác: 
Gió đìu hiu sông Dịch lạnh lùng ghê
Tráng sĩ một đi không trở về
Chủ nghĩa anh hùng phản ánh lý tưởng chung của thời đại đó đã được ghi chép lại trong cuốn Sử Ký.
Mang theo một thanh chuỷ thủ tẩm thuốc độc giấu trong tờ bản đồ (được cuộn tròn lại), Kinh Kha và Tần Vũ Dương vào trong triều đình nước Tần. Tần Vũ Dương mang tờ bản đồ còn Kinh Kha mang đầu Phàn Ư Kỳ. Tần Vũ Dương hoảng sợ biến sắc mặt. Kinh Kha lấy bản đồ trong tay Tần Vũ Dương dâng nộp vua Tần. Khi mở bản đồ Kinh Kha rút thanh chuỷ thủ đâm Tần Thủy Hoàng.
Kinh Kha đâm trượt khiến Tần Thủy Hoàng có cơ hội bỏ chạy. Khi Kinh Kha đuổi theo vua Tần trên điện, Tần Thủy Hoàng được các quan trong triều nhắc liền rút kiếm sau lưng chém Kinh Kha bị thương ở tay. Biết rằng không thể hoàn thành nhiệm vụ, Kinh Kha ném thanh chuỷ thủ vào người vua Tần nhưng trúng vào cái cột đồng. Cuối cùng, binh lính Tần xông vào giết chết Kinh Kha.

## Thanh chủy thủ của Từ Phu Nhân
Thái tử Đan đem trăm cân vàng đổi lấy thanh chủy thủ của một thợ rèn kiếm người nước Triệu, họ Từ, tên Phu Nhân (徐夫人), tẩm độc rồi giao cho Kinh Kha. Từ Phu Nhân chưa từng xuất hiện trong lịch sử, tên của ông chỉ được nhắc đến một lần duy nhất trong cố sự này. Vì cái tên dễ gây hiểu lầm về giới tính, các sử gia đời sau phải chú giải rằng Từ Phu Nhân thực ra là một người đàn ông .

## Kinh Kha trên màn ảnh
Bộ phim Trung Quốc Hoàng đế và Thích khách (1999) được thực hiện dựa trên sự kiện này. Kinh Kha cũng xuất hiện trong phim Anh hùng, cũng nói về một âm mưu ám sát Tần Thủy Hoàng, dù các sự kiện của bộ phim này cũng dựa vào câu chuyện đó.
Một bộ phim ở mức độ hư cấu rất cao khác về Kinh Kha là Highlander: Endgame, do diễn viên Chân Tử Đan thủ vai. Trong phim này, cũng như các nhân vật khác, Kinh Kha là một chiến binh bất tử.
Kinh Kha được Lưu Sướng thể hiện trong bộ phim Tần thời lệ nhân minh nguyệt tâm được phát sóng tại Trung Quốc và năm 2017